# Radeberger Gruppe
De Radeberger Gruppe KG is de grootste Duitse brouwerijgroep met hoofdzetel in Frankfurt am Main en een dochteronderneming van de Oetker-Groep. De groep produceert bier en frisdranken in 16 vestigingen.

## Geschiedenis
Nadat het bedrijf Dr. August Oetker KG in 1952 de meerderheid van de aandelen in de Binding-Brauerei kocht, ontstond de divisie van de Oetker-Groep verantwoordelijk voor bier en frisdranken. In juli 2002 werd de Binding-Gruppe hernoemd tot de huidige naam Radeberger Gruppe.
Onder de paraplu van de groep vallen een aantal bekende merken zoals Radeberger Pilsner, Jever, Freiberger, Allgäu Brauhaus (Kempten), Schöfferhofer Weizen, Selters en Tucher. In totaal heeft de groep circa 5895 werknemers en bedroeg de omzet in 2017 ongeveer € 2 miljard. Naar eigen zeggen heeft de Radeberger Gruppe een marktaandeel van 15% in Duitsland met een verkoopvolume van 13 miljoen hectoliter.
Op 2 april 2014 kreeg de Radeberger Gruppe KG samen met de brouwerijen Carlsberg Deutschland GmbH, Privat-Brauerei Bolten GmbH & Co. KG, Erzquell Brauerei Bielstein Haas & Co. KG, Cölner Hofbräu P. Josef Früh KG, Privat-Brauerei Gaffel Becker & Co. OHG en het Verband Rheinisch-Westfälischer Brauereien e. V. (Brauereiverband NRW) van het Bundeskartellamt een geldboete van € 231,2 miljoen wegens het maken van verboden prijsafspraken voor bier.
Einde 2017 verkocht de Radeberger Gruppe het merk Bionade aan Hassia Mineralquellen in Bad Vilbel.

## Vestigingen

### Brouwerijen
- Allgäuer Brauhaus AG, Leuterschach
  - Merken: Allgäuer, Altenmünster, Büble, Oberdorfer, Teutsch Pils, Fürstabt (Weizen), Norbertus (Bock)
- Berliner-Kindl-Schultheiss-Brauerei, Berlijn
  - Merken: Berliner Kindl, Schultheiss, Berliner Pilsner, Potsdamer Rex, Berliner Bürgerbräu, Märkischer Landmann, Prater
- Binding-Brauerei, Frankfurt am Main
  - Merken: Binding, Henninger, Erbacher
- Dortmunder Actien-Brauerei AG, Dortmund
  - Merken: Kronen, Dortmunder Union, DAB, Brinkhoff's, Hansa, Hövels, Ritter, Thier, Stifts, Wicküler, Andreas Pils, Schlösser Alt
- Freiberger Brauhaus GmbH, Freiberg
  - Merken: Freiberger, Freibergisch, Meisterbräu
- Hasen-Bräu, Augsburg
- Friesisches Brauhaus zu Jever, Jever
- Hanseatische Brauerei Rostock, Rostock
  - Merken: Rostocker, Mahn & Ohlerich
- Haus Kölscher Brautradition, Keulen
  - Merken: Gilden Kölsch, Küppers Kölsch, Sester Kölsch, Sion Kölsch, Peters Kölsch, Dom Kölsch[4]
- Krostitzer Brauerei, Krostitz
  - Merk: Ur-Krostitzer
- Sternburg-Brauerei, Leipzig
- Radeberger Exportbierbrauerei GmbH, Radeberg
- Stuttgarter Hofbräu AG & Co. KG, Stuttgart
  - Merken: Stuttgarter Hofbräu, Malteser Weissbier
- Tucher Bräu GmbH & Co. KG, Neurenberg/Fürth
  - Merken: Tucher, Lederer Bräu, Zirndorfer, Grüner, Humbser, Patrizier, Kloster Scheyern

### Frisdranken
- Selters Mineralquelle Augusta Victoria, Selters an der Lahn (Löhnberg)

## Merken[5]
- Radeberger
- Jever
- Sternburg
- Berliner Pils
- Clausthaler
- Schöfferhofer
- Schultheiß
- Berliner Kindl
- Brinkhoff's
- Binding
- Henninger
- Stuttgarter Hofbräu
- Malteser
- Freiberger
- Ur-Krostitzer
- Altenmünster
- Allgäuer Büble
- Tucher
- Reudnitzer
- Lederer
- Patrizier
- Grüner
- Sion
- Küppers
- Sester
- Gilden
- Dom
- Schlösser
- Rex Pils
- Märkischer Landmann
- Wicküler
- DAB
- Dortmunder Union
- Hansa
- Thier
- Stifts
- Hövels
- Andreas Pils
- Osnabrücker
- Rostocker
- Mahn & Ohlerich
- Fürstabt
- Teutsch Pils
- Oberdorfer
- Kloster Scheyern
- Zirndorfer
- Erbacher
- Berliner Bürgerbräu
- Hasen-Bräu
- Fortuna
- Braufactum
- Kronsberg